# Trichosandra
Trichosandra es un género monotípico perteneciente a la familia de las apocináceas con una única especie: Trichosandra borbonica Decne.. Es originaria de África donde se encuentra en Mauricio.

## Descripción
Es una liana con brotes glabros. Las hojas son coriáceas, ovadas, basales y apicales atenuadas, glabras.
Las inflorescencias son extra-axilares, con muchas flores. 